# Bündnis 90/Die Grünen Niedersachsen
Bündnis 90/Die Grünen Niedersachsen sind der niedersächsische Landesverband der Partei Bündnis 90/Die Grünen.

## Geschichte

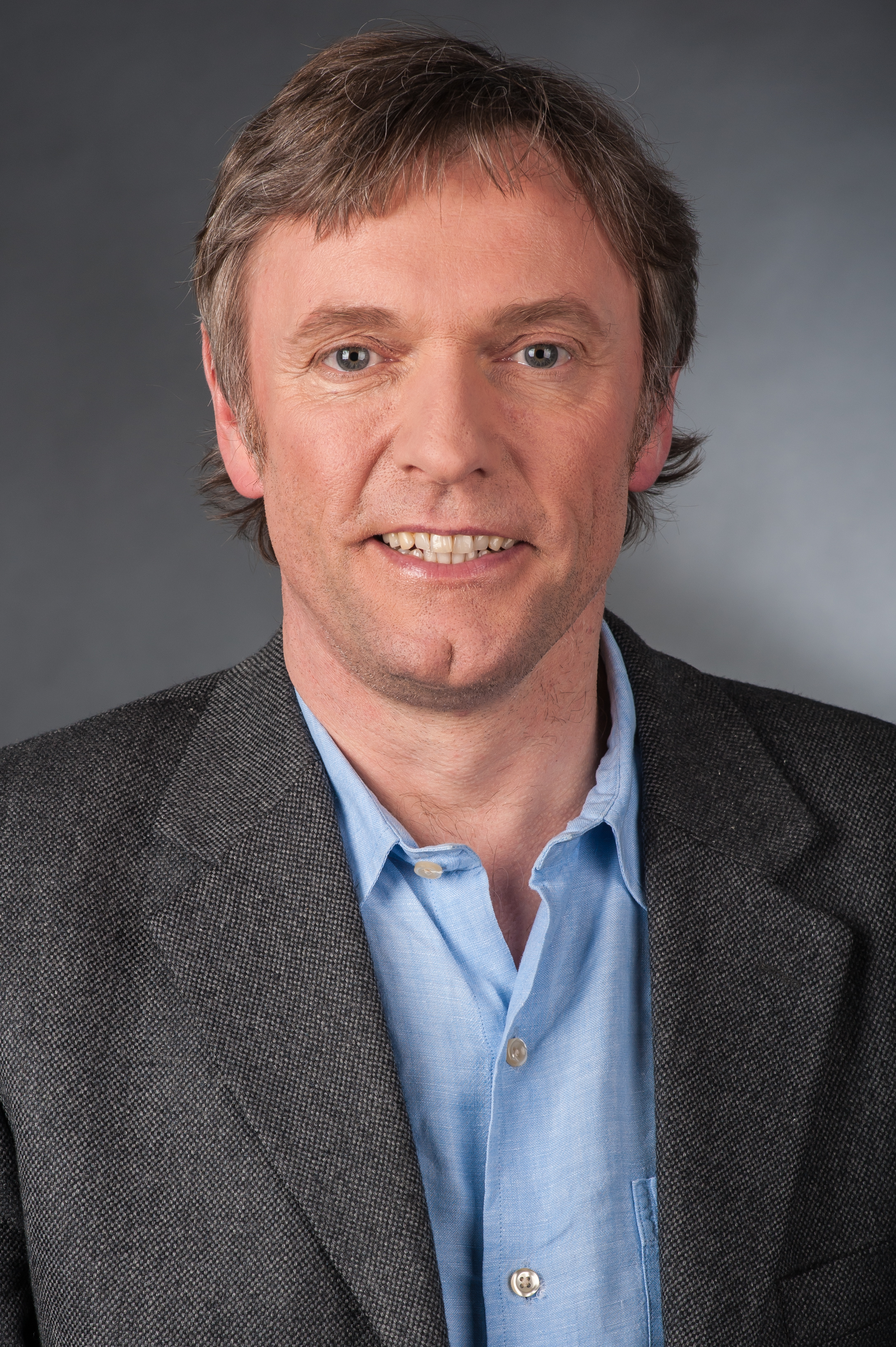
Hans-Joachim Janßen, Landesvorsitzender von 2018 bis 2023

1979 wurden die Grünen in Niedersachsen als Rechtsnachfolger der Grünen Liste Umweltschutz (GLU) gegründet. 1980 errangen sie bei den Neuwahlen durch Neugliederung der Landkreise Ammerland, Friesland und Wittmund je zwei Mandate der Kreistage. 1982 gelang der Partei der erstmalige Einzug in den niedersächsischen Landtag, 1986 der Wiedereinzug. Bei den Kommunalwahlen im selben Jahr erreichte sie landesweit rund 500 Mandate.
Nach der Landtagswahl 1990 bildeten die Grünen mit der niedersächsischen SPD die erste rot-grüne Landesregierung. Ministerpräsident wurde der spätere Bundeskanzler Gerhard Schröder (SPD). Die Partei entsandte zwei Minister in die Regierung: Jürgen Trittin übernahm das Ministerium für Bundes- und Europaangelegenheiten, Waltraud Schoppe wurde Frauenministerin.
Nachdem die SPD bei der Landtagswahl in Niedersachsen 1994 die absolute Mehrheit erlangt hatte, schieden die Grünen aus der Regierung aus. Bei den folgenden Landtagswahlen gelang ihnen stets der Wiedereinzug in das Landesparlament. Die Spitzenkandidatur wurde 1998 und 2003 von Rebecca Harms übernommen. Zur Landtagswahl in Niedersachsen 2008 traten Ursula Helmhold und Stefan Wenzel als Spitzenkandidaten an. Die jeweiligen Wahlergebnisse ermöglichten jedoch keine erneute Regierungsbeteiligung in Niedersachsen.
Nach der Bundestagswahl 1998 wurde die erste rot-grüne Koalition auf Bundesebene geschlossen. Bundeskanzler wurde Gerhard Schröder und der niedersächsische Bundestagsabgeordnete Jürgen Trittin übernahm das Amt des Bundesministers für Umwelt, Naturschutz und Reaktorsicherheit, das er bis zum Ende der Koalition auf Landesebene im Jahr 2005 innehatte.
Nach der Bundestagswahl 2009 wurde Trittin neben Renate Künast Vorsitzender der Bundestagsfraktion der Grünen. Bei den Europawahlen 2004 und 2009 trat Rebecca Harms jeweils als Spitzenkandidatin an. Im Juli 2010 wurde Harms einstimmig zur Vorsitzenden der Fraktion Grüne/EFA gewählt. Den Vorsitz teilte sie sich seitdem mit Daniel Cohn-Bendit. Neben Rebecca Harms zog Jan Philipp Albrecht aus Wolfenbüttel für den niedersächsischen Landesverband in das europäische Parlament ein.
Auf der Landesdelegiertenkonferenz im Februar 2011 wurde Anja Piel in ihrem Amt als Landesvorsitzende bestätigt. Jan Haude, bisheriger Landesschatzmeister, wurde neben ihr neuer Landesvorsitzender und ersetzt damit Stefanie Henneke. Im August 2011 begrüßte die Partei ihr 6000. Mitglied in Niedersachsen. Damit war die Mitgliederzahl innerhalb von nur acht Monaten um 20 Prozent gestiegen.
Bei der niedersächsischen Kommunalwahl am 11. September konnte sich die Partei über ihr historisch bestes Ergebnis mit 14,3 Prozent freuen und einen Zuwachs von 6,5 Prozentpunkten im Vergleich zur Kommunalwahl 2006 verzeichnen. Außerdem wurden alle drei hauptamtlichen Bürgermeister in ihrem Amt bestätigt. Damit sind 1500 Grüne als Kommunalpolitiker gewählt, was einem Zuwachs von zwei Drittel entspricht im Vergleich zur Wahl 2006.
Nach der Landtagswahl in Niedersachsen 2013 kam es erneut zu einer rotgrünen Koalition.
Auf der Landesdelegiertenkonferenz im Februar 2013 trat Anja Piel nicht mehr als Landesvorsitzende an. Ihre Nachfolgerin wurde Julia Willie Hamburg, die jedoch im Februar 2014 aus gesundheitlichen Gründen zurücktrat und im Mai 2014 durch Meta Janssen-Kucz ersetzt wurde.
Auf der Landesdelegiertenkonferenz im Februar 2015 wurde Jan Haude durch Stefan Körner im Amt des Landesvorsitzenden abgelöst, Meta Janssen-Kucz wurde im Amt bestätigt.
Elke Twesten gab in einer Pressekonferenz am 4. August 2017 in Hannover ihren Austritt aus der Partei bekannt. Sie war zuvor in ihrem Wahlkreis in Rotenburg nicht wieder für die Landtagswahl nominiert worden. Ihrer Partei warf sie vor, ihre Kritik am Kurs der Partei nicht ernst genommen zu haben. Mit ihrem Übertritt zur CDU brachte sie die rot-grüne Landesregierung von Ministerpräsident Stephan Weil zu Fall. Eine Folge war die vorgezogene Landtagswahl am 15. Oktober 2017, bei der die Grünen erhebliche Stimmenverluste erlitten: sie büßten rund 5 Prozentpunkte ein und sind nur noch mit 12 Abgeordneten im Landtag vertreten. Die Rotgrüne Koalition im Landtag konnte nicht fortgesetzt werden, weil es dazu keine Mehrheit im Landtag gab. Stattdessen gab es eine große Koalition.
Meta Janssen-Kucz legte am 29. November 2017 ihr Amt als Landesvorsitzende nieder. Als Grund nannte sie ihre Wahl zur Vizepräsidentin des Landtags. Ein Parteivorsitz sei aus ihrer Sicht nicht mit den Aufgaben einer Vizepräsidentin vereinbar. Auf dem Parteitag am 10./11. März 2018 in Oldenburg wurden Anne Kura und Hans-Joachim Janßen als Landesvorsitzende gewählt. Beide wurden auf einer digitalen Delegiertenkonferenz im Juni 2021 im Amt bestätigt.
Da einem Parteibeschluss zufolge die Partei- und Fraktionsvorsitzenden nicht dieselbe Person sein dürfen, was bei Anne Kura seit der Landtagswahl 2022 der Fall war, wurden am 18. März 2023 auf einem Parteitag in Celle die neuen Landesvorsitzenden gewählt. Neben Kura trat auch Janßen nicht erneut an. Als Nachfolger wurden von den Delegierten Greta Garlichs und Alaa Alhamwi gewählt. Am 22. März 2025 wurde Garlichs als Landesvorsitzende wiedergewählt; zudem wurde Maximilian Strautmann zum Landesvorsitzenden gewählt.

## Kreisverbände
Der niedersächsische Landesverband besteht aus 46 Kreisverbänden, die sich meist auch nochmal in Ortsverbände untergliedern:
Ammerland, Aurich-Norden, Braunschweig, Celle, Cloppenburg, Cuxhaven, Delmenhorst, Diepholz, Emden, Emsland-Nord, Emsland-Süd, Friesland, Gifhorn, Goslar, Grafschaft Bentheim, Göttingen, Hameln-Pyrmont, Hannover, Harburg-Land, Helmstedt, Hildesheim, Holzminden, Leer, Lüchow-Dannenberg, Lüneburg, Nienburg, Northeim-Einbeck, Oldenburg-Land, Oldenburg-Stadt, Osnabrück-Land, Osnabrück-Stadt, Osterholz, Peine, Rotenburg (Wümme), Salzgitter, Schaumburg, Soltau-Fallingbostel, Stade, Uelzen, Vechta, Verden, Wesermarsch, Wilhelmshaven, Wittmund, Wolfenbüttel und Wolfsburg.

## Fraktion

### Fraktionsvorsitzende

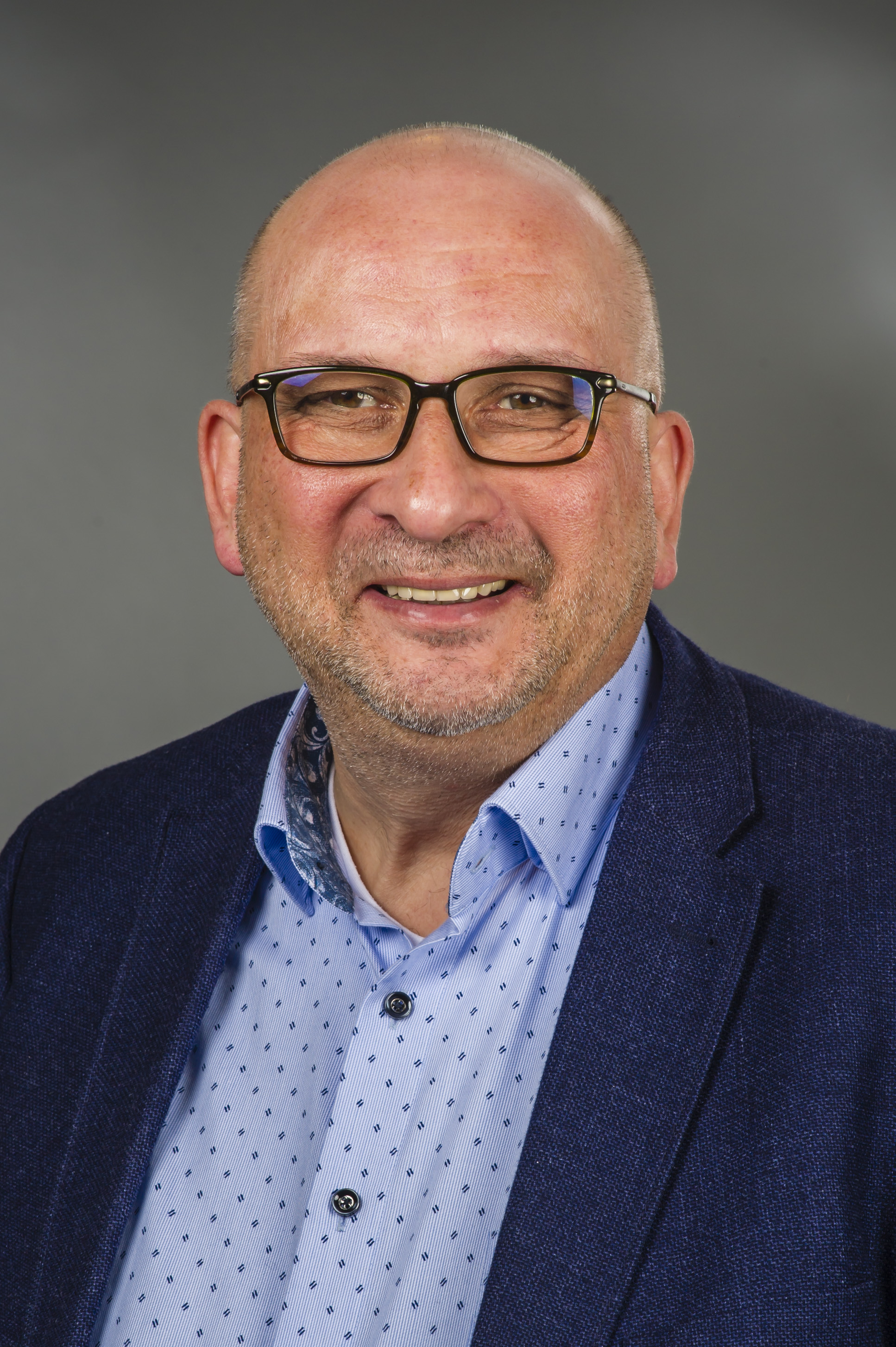
Co-Fraktionsvorsitzender Detlev Schulz-Hendel

| Zeitraum  | Vorsitzender                       |
| --------- | ---------------------------------- |
| 1982–1983 | Martin Mombaur                     |
| 1983–1984 | Helmut Neddermeyer                 |
| 1984–1985 | Manfred Meinsen                    |
| 1985–1986 | Jürgen Trittin                     |
| 1986–1987 | Ruth Hammerbacher                  |
| 1987–1988 | Marion Schole                      |
| 1988–1990 | Jürgen Trittin                     |
| 1990–1994 | Thea Dückert                       |
| 1994–1998 | Erwin Jordan                       |
| 1998–2004 | Rebecca Harms                      |
| 2004–2013 | Stefan Wenzel                      |
| 2013–2020 | Anja Piel                          |
| 2020–2022 | Julia Willie Hamburg               |
| seit 2022 | Anne Kura und Detlev Schulz-Hendel |

### Zusammensetzung im 19. Niedersächsischen Landtag
Im 19. Niedersächsischen Landtag ist die Fraktion der Grünen mit 24 Abgeordneten vertreten.

## Landtagswahlergebnisse
| Landtagswahlergebnisse | Landtagswahlergebnisse | Landtagswahlergebnisse | Landtagswahlergebnisse |
| Jahr                   | Stimmen                | Sitze                  |                        |
| ---------------------- | ---------------------- | ---------------------- | ---------------------- |
| 1978                   | 3,9 % 1                | 0                      |                        |
| 1982                   | 6,5 %                  | 11                     |                        |
| 1986                   | 7,1 %                  | 11                     |                        |
| 1990                   | 5,5 %                  | 8                      |                        |
| 1994                   | 7,4 %                  | 13                     |                        |
| 1998                   | 7,0 %                  | 12                     |                        |
| 2003                   | 7,6 %                  | 14                     |                        |
| 2008                   | 8,0 %                  | 12                     |                        |
| 2013                   | 13,7 %                 | 20                     |                        |
| 2017                   | 8,7 %                  | 12                     |                        |
| 2022                   | 14,5 %                 | 24                     |                        |

## Abgeordnete im Bundestag
- Karoline Otte
- Julian Pahlke
- Filiz Polat
- Christina-Johanne Schröder
- Jürgen Trittin
- Julia Verlinden
- Stefan Wenzel
- Frank Bsirske
- Katja Keul
- Sven-Christian Kindler
- Helge Limburg
- Susanne Menge
- Swantje Michaelsen

## Abgeordnete im Europäischen Parlament
- Viola von Cramon
- Katrin Langensiepen

## Kommunalpolitik

### Oberbürgermeister
Die Grünen in Niedersachsen verfügen aktuell über zwei Oberbürgermeister. Die folgende Tabelle listet sie nach der Einwohnerzahl der jeweiligen Kommune absteigend sortiert.
| Name            | Kommune  |
| --------------- | -------- |
| Belit Onay      | Hannover |
| Claudia Kalisch | Lüneburg |

### Weitere Bürgermeister
Zusätzlich stellen die Grünen in Niedersachsen derzeit vier weitere Bürgermeister. Auch diese sind nach der Einwohnerzahl der jeweiligen Kommune absteigend sortiert.
| Name             | Kommune                |
| ---------------- | ---------------------- |
| Dominic Herbst   | Neustadt am Rübenberge |
| Ralf Abrahms     | Bad Harzburg           |
| Martin Feller    | Bevensen-Ebstorf       |
| Kim Fürwentsches | Lilienthal             |
| Thomas Otto      | Saterland              |